# Vikingek

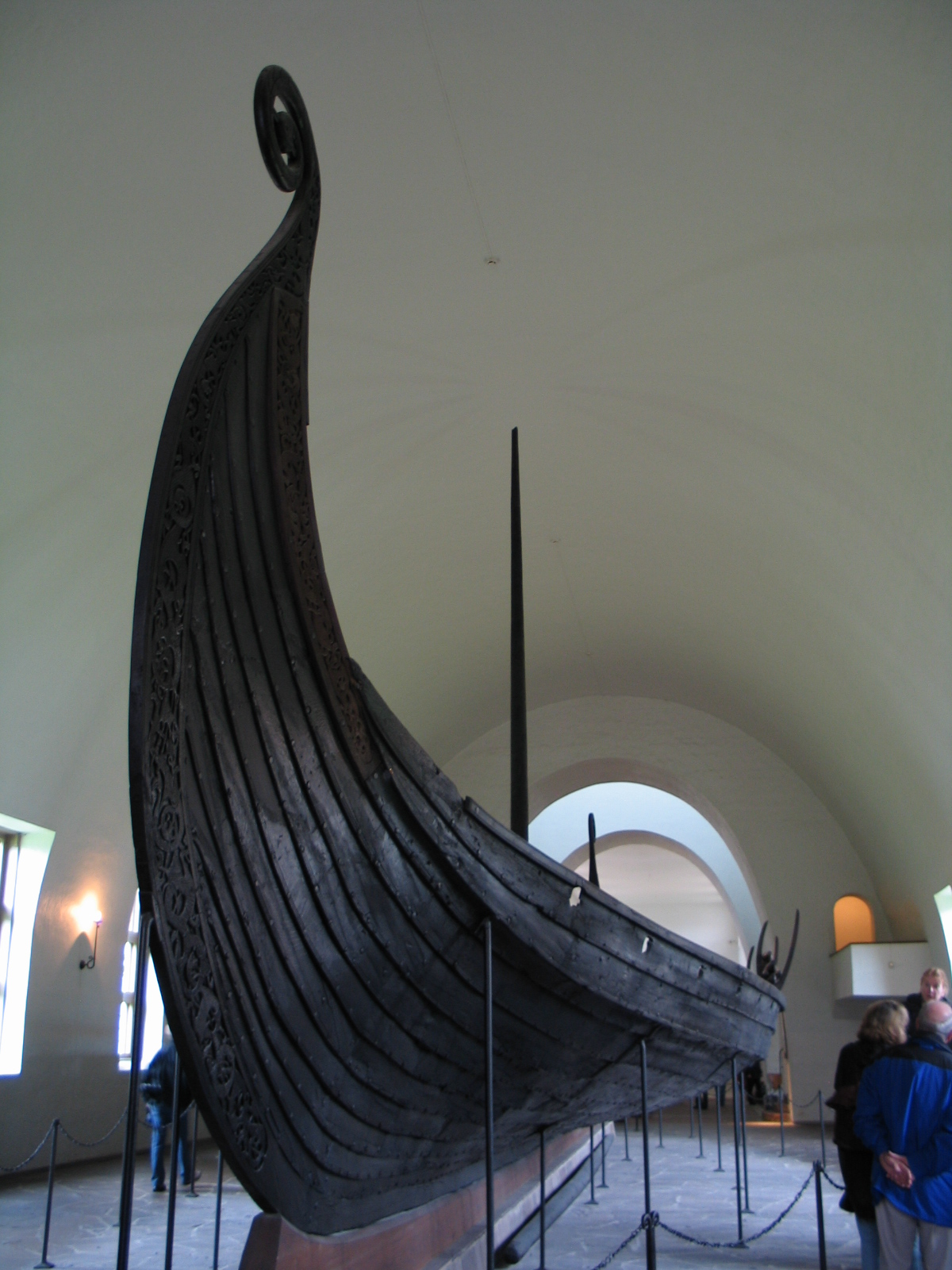
Az osebergi viking hajó és gazdagon faragott orrtőkéje

A vikingek skandináv származású kereskedők, hajósok és harcosok, akik a 8. és a 11. század között indultak rablóportyáikra vagy hódító hadjárataikra. Ismertek normann (északi ember), rusz és varég néven is.

## A viking szó eredete

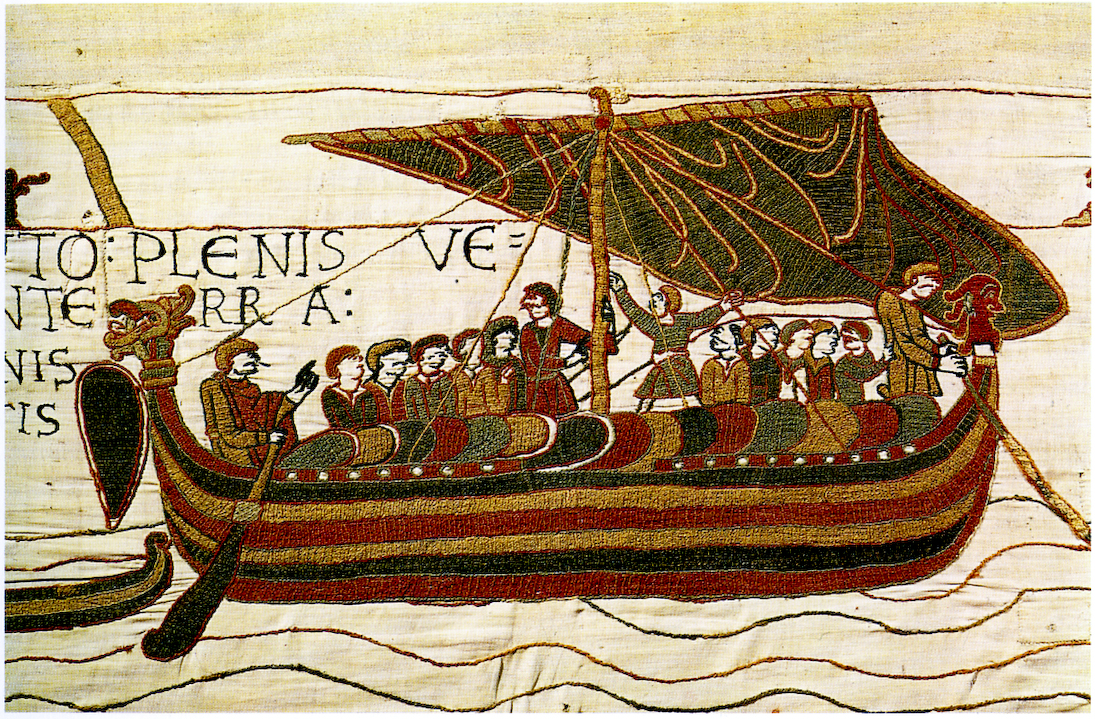
Viking hajó a Bayeux-i kárpiton

„A nyugati források általában Normanni, Nordmanni, Nortmanni: ’északi emberek’ néven emlegetik őket, a német krónikákban gyakran használják az Ascomanni: ’kőrisfa-emberek’ kifejezést is. Ritkán, de a viking név is előfordul. Brémai Ádám például Dánia és Svédország leírásakor ezt mondja: »azok a kalózok, akiket ők vikingeknek neveznek, a mieink pedig Ascomanninak, a dán királynak adót fizetnek (Ipsi enim pyratae, quos illi Wichingos appellant, nostri Ascomannos)«. Úgy látszik tehát, hogy ők maguk vikingnek nevezték magukat. A viking szó eredetére vonatkozóan többféle elmélet született. Vannak, akik az öböl jelentésű skandináv vik szóval hozzák kapcsolatba. Mások a skandináv és angol helynevekben gyakran szereplő wic, vik szót látják benne, ami tábort, megerősített helyet, kereskedelmi települést jelent (a korabeli latin források a vicus szóval adták vissza). A bizánci források rósz néven említik őket, a keleti szlávok pedig varégnak, varjágnak nevezik azokat a harcos kereskedőket, akik az első orosz államokat megszervezték.”
Valószínűleg skandináv eredetű, mivel a korabeli írásokban Skandinávián kívül ritkán használták. Ha így van, akkor a vik szóból származhat, ami patakot, beömlőhelyet, kis öblöt jelent. De eredeztetik a viking szót a víkja (fordul, mozdul) szóból is.

## A skandináv társadalom a viking korban

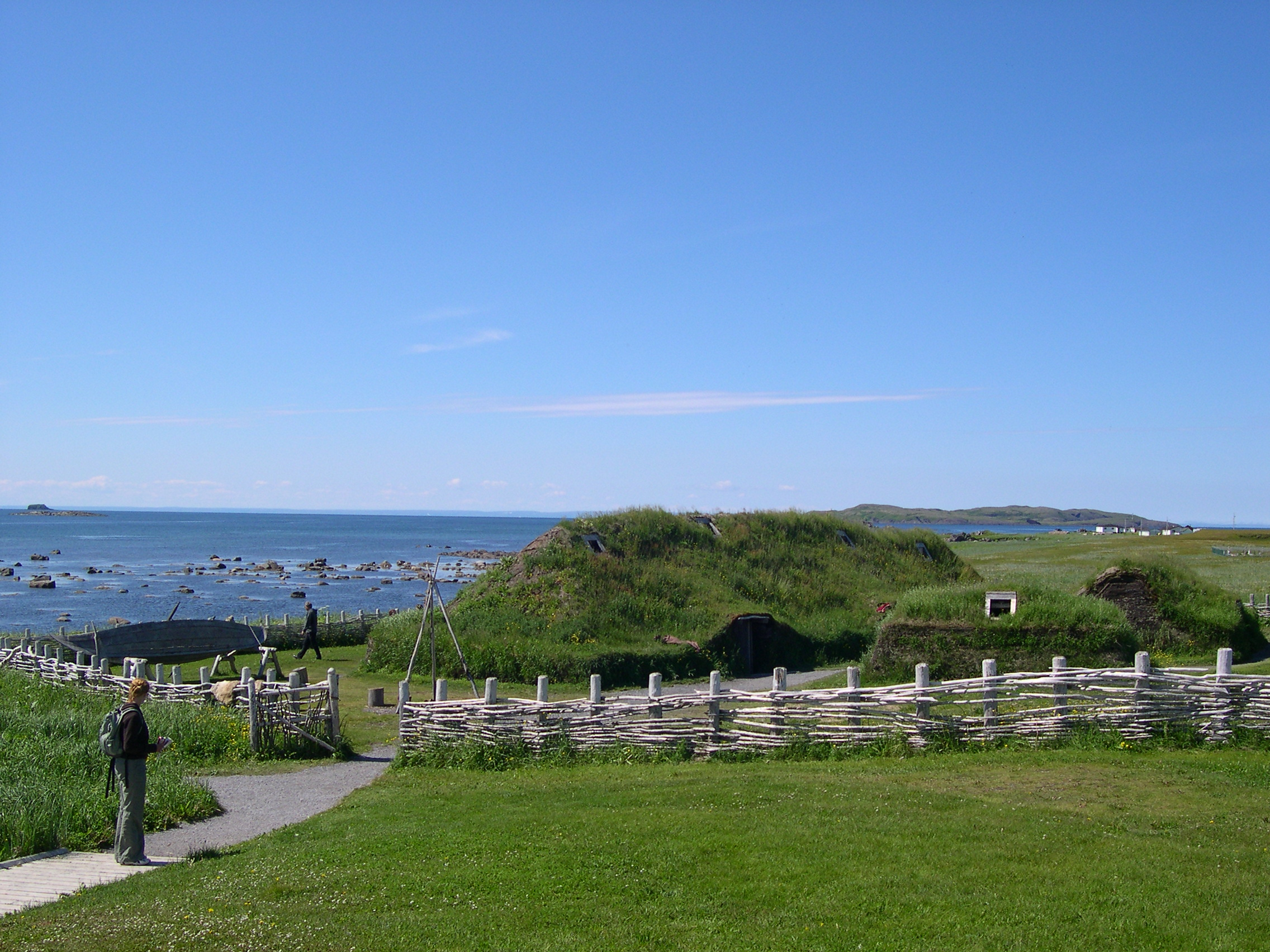
Viking tanyaház rekonstrukciója, Újfundland, Kanada

A viking korban a társadalom három részre tagozódott: az urak, a parasztok és a rabszolgák rendjére. Az északi országokban a thing nevű intézmény volt a jogrend alapja, amely minden tekintetben a mai parlamentek elődjének számított. A törzsi vezetőt a törzsek választották maguk közül, vér vagy tett jogán azt, aki első volt az egyenlők között, akinek minden döntését a thing vagy althing elé kellett vinnie. Külön érdekessége, hogy nem volt írott formája a törvényeknek (egyébként izlandi eredetű maga a thing intézménye) hanem az élő törvénymondó fejből ismerte valamennyi szokásjogon alapuló rendelkezést, törvényt, valamint a korábbi hasonló esetekben született ítéleteket. A thing évente mindössze egyszer ült össze, ahol a valóban fontos kérdések válaszai, a törvények, valamint a különleges ítéletek születtek (pl. Vörös Erik száműzetése). Év közben a helyi gyűlés, úgynevezett althing ítélkezett, amennyiben tudott. Ha nem, a thing elé bocsátotta a kérdéses ügyet.
Lehetett valaki vezér azért, mert az apja szintén vezér volt (vér jogán) valamint lehetett tett jogán, azaz megcselekedett valami egészen rendkívüli "hőstettet". A legfontosabb különbség a hatalom átadásában volt a két mód között. Ha valaki vér jogán került hatalomra, az békésen zajlott, azaz a törvénymondó kihirdette a törzsnek az új vezért, aki mindenképpen az elődje vér szerinti rokona. Tett jogán úgy kerültek hatalomra, hogy megfelelő hőstett végrehajtása esetén élhettek a kihívás jogával, azaz párbajt vívtak a hatalomért, és a győztes lett a vezér. Kétségkívül megvan a módszernek az az előnye, hogy mindig a legerősebb, legvadabb harcos vezeti a népet, valamint érdemtelen nem (feltétlenül) kerül hatalomra, mivel valószínűleg igen hamar kihívja egy jobb harcos.
A nők helyzete sajátságos volt a társadalmon belül. Egyrészt a törvény szerint elnyomott helyzetben voltak, viszont társadalmilag előnyösebb helyzetben, mint a kor legtöbb más népének asszonyai. A vikingek egyébként többnejűek voltak, anyagi helyzetüktől függően a fő feleségük mellett egy, két, sőt gyakran több feleséget és ágyast is tartottak.
A vikingek számára a vérségi kötelék szent volt és sérthetetlen. A család nyújtotta a legfőbb védelmet és támaszt. A nemzetségből való kiközösítés egyet jelentett a hontalansággal, a biztos halállal.

## A skandinávok történelme a viking korban

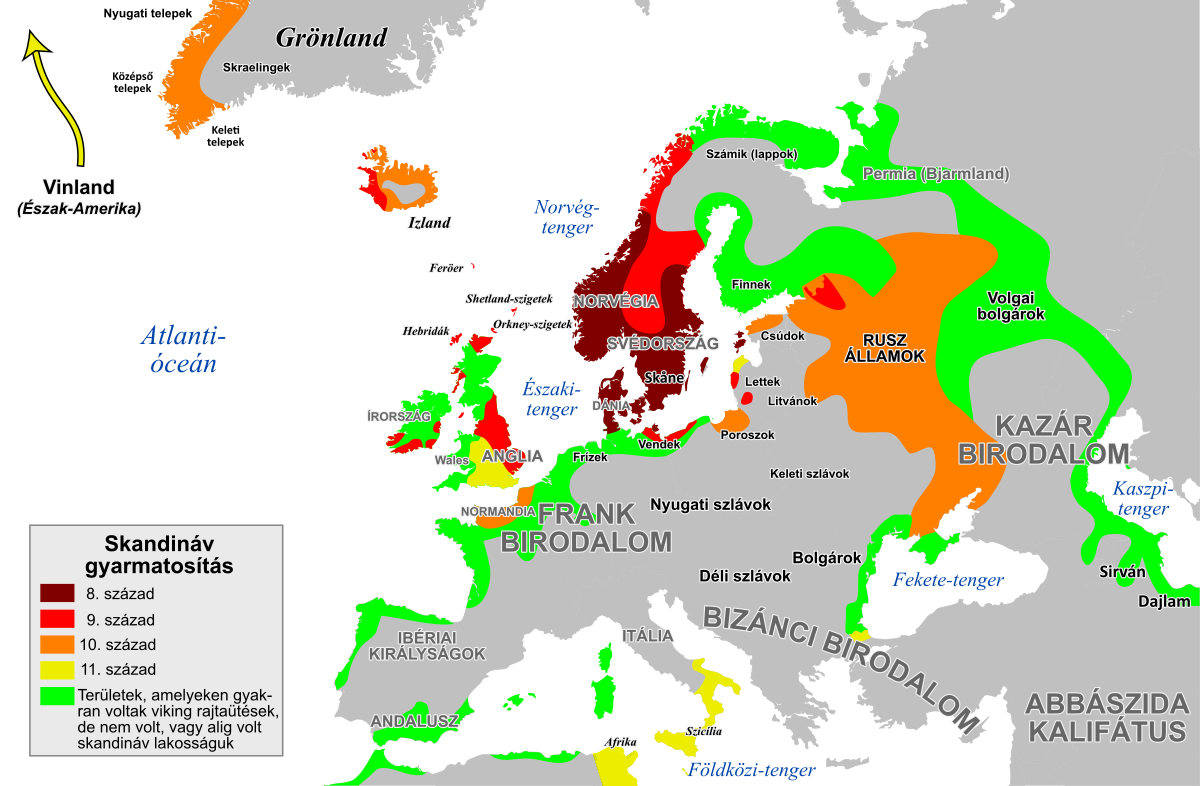
A térkép a skandinávok lakta területeket ábrázolja

A szorosan vett viking kor kezdete pontosan meghatározható: az első nagy visszhangot keltő támadás a lindisfarne-i kolostor ellen 793. június 8-án. A végét már nem lehet egy adott eseményhez kötni, de nagyjából egybeesett a kereszténység felvételének lezárásával a 11. század végén. E két időpont között a viking harcosok rettegésben tartották egész Nyugat- és Dél-Európát, meghódították Anglia és Írország nagy részét, Normandiát a mai Franciaország területén, nagy szerepet játszottak az első orosz államalakulat, a Kijevi Rusz létrehozásában. A nagy kelet-európai folyamokon eljutottak a Fekete- és a Kaszpi-tengerre, kereskedtek Bizánccal, Perzsiával. Felfedezték és benépesítették Izlandot, amelynek ők adtak nevet, csakúgy, mint Grönlandnak, ahol több száz évig álltak fenn településeik. Eljutottak Észak-Amerikába is (Vinland), de ott nem tudtak tartósan megtelepedni.

## A viking kultúra

### A vikingek vallása

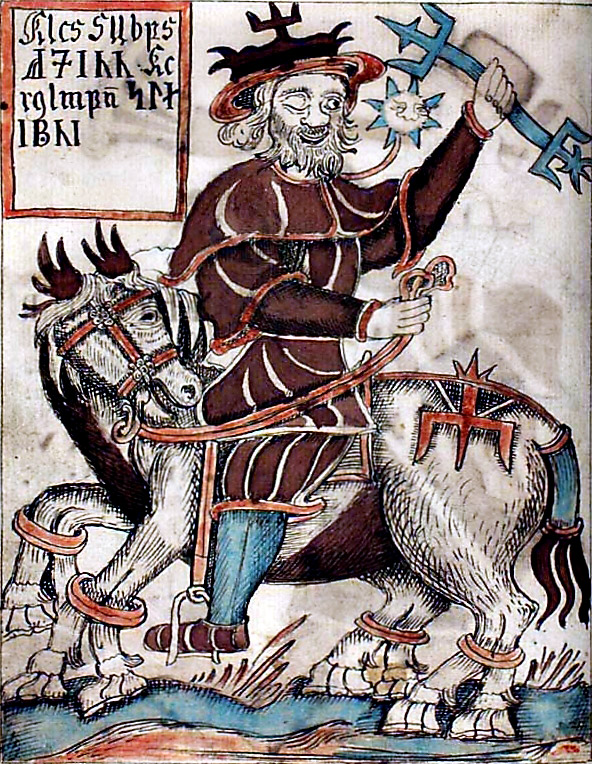
Odin, a skandinávok félszemű főistene nyolclábú lován. Részlet egy 18. századi kéziratos könyvből

A vikingek többistenhitűek voltak. A források sok áldozati helyet és szertartást említenek, ahol Odinnak, Thornak vagy más isteneknek, vagy a nornáknak (a nornák az emberi életfonalának 3 fonója, akik döntenek az emberi élet és halálról, felülírhatják az isteni döntéseket is).
A temetési szertartásokat gyakran kísérte emberáldozat, s az elhunytat gyakran temették el értékes ékszerekkel, eszközökkel, aminek hasznát vehette a túlvilágon. A pogány rítusok a vikingek korának végére természetesen eltűntek, de még a kereszténység felvétele után is előfordult, hogy ajándékokkal akarták megvesztegetni régi isteneiket. A viking vallásgyakorlásról legtöbbet Brémai Ádám beszámolójából tudhatunk meg.
Ahmad ibn al-Abbas ibn Rashid ibn Hammad ibn Fadlán, az arab utazó részletesen leírja egy rusz (volga-menti viking) főember temetését:
„Amikor egy vezető meghal, megkérdezik a feleségeit, szolgáit, hogy ki kísérné el a Valhallába az elhunytat. Szinte mindig találnak valakit, aki vállalkozik rá. Ekkor elővezetnek két kutyát, és két lovat, amiket addig hajszolnak, amíg össze nem esnek. Ekkor kardokkal megölik őket, hogy szolgálják az elhunytat a másvilágon. Az elhunytat kísérő nő ekkor látogatást tesz a többi vezetőnél, ahol felajánlkozik. A vezetők, ha nem akarják megsérteni az elhunytat elfogadják az ajánlkozást. Ezután az elhunythoz vezetik, kétoldalról kötelet dobnak a nyakába, és kardot szúrnak az oldalába. Közben a törzs harcosai a kardjukkal a pajzsaikat verik, hogy ne hallatszon a halálhörgés. Ekkor a temetési hajóra vagy máglyára teszik az elhunyt mellé, és a hajót felgyújtják.”
Ez valószínűleg egy temetés többé-kevésbé hiteles leírása. Viszont tudjuk, hogy nem feltétlenül gyújtották fel a temetési hajót, sőt volt olyan viking hajó, amit eleve sírnak építettek. Valószínűsíthető, hogy törzsenként változott maga a temetési szokás, csak néhány általános, vallási eredetű elv volt azonos szerte a viking törzseknél.

### Művészet

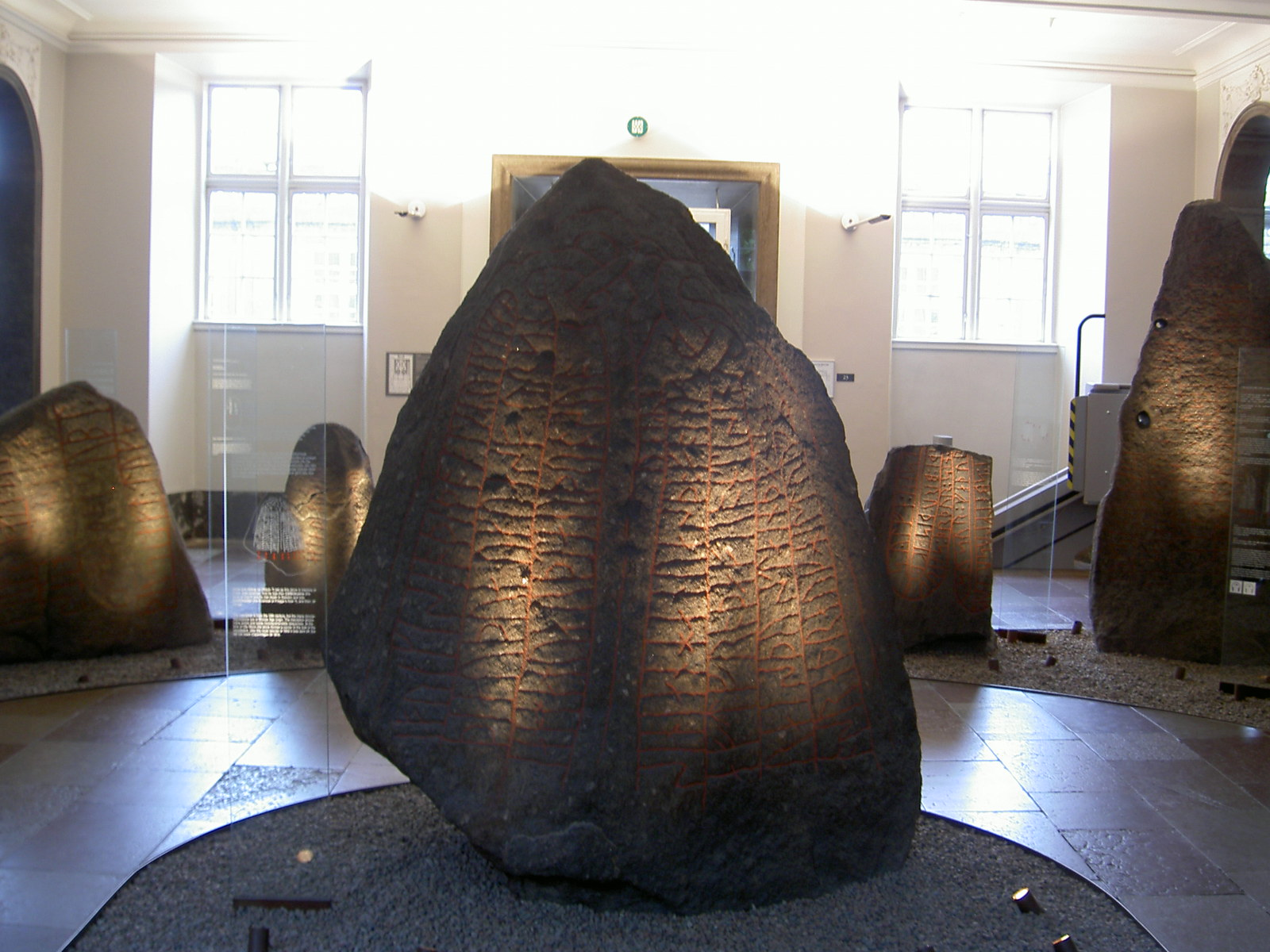
Viking rúnakövek a Koppenhágai Nemzeti Múzeumban

A vikingek művészetére eleinte kizárólag a germán állatornamentika volt a jellemző, de később a Karoling-kori művészet hatására megjelent a növényábrázolás, s fellelhető benne római eredetű és keleti, sztyeppi eredetű réteg is. Művészetük kizárólag díszítőművészet, nem ismerték az önállóan létrehozott művészeti alkotásokat. De ez az ornamentika kitöltött minden rendelkezésre álló felületet, legyen az egy hajó orra vagy melltű, csat.
Ékszereik jellemzően ezüstből készültek, az volt a kor általános értékmérője, de szerették az aranyat is. Az előkelő viking asszonyok a kortársak leírása szerint csak úgy csillogtak a rengeteg ékszertől. De éppúgy szerették a drága kelméket, amelyeket kereskedelem útján szereztek be. A skandináv asszonyok viszont jeleskedtek a szőtt, hímzett falikárpitok előállításában, amelyet történelmi vagy mitológiai jelenetekkel díszítettek.
A viking művészet külön ágát alkotják a vésett, faragott rúnakövek, amelyek szövegeket és képeket őriztek meg az utókor számára.
Az óskandináv irodalom legismertebb műfajai a szkaldikus dicsversek, valamint a sagák, amelyek szájhagyomány alapján továbbélő prózai történetek. Európa középkori irodalmának legismertebb alkotása az Edda-énekek vagy Régibb Edda, amely a skandináv mitológiára vonatkozó ismereteink egyik fontos forrása.

### A hétköznapok művészete

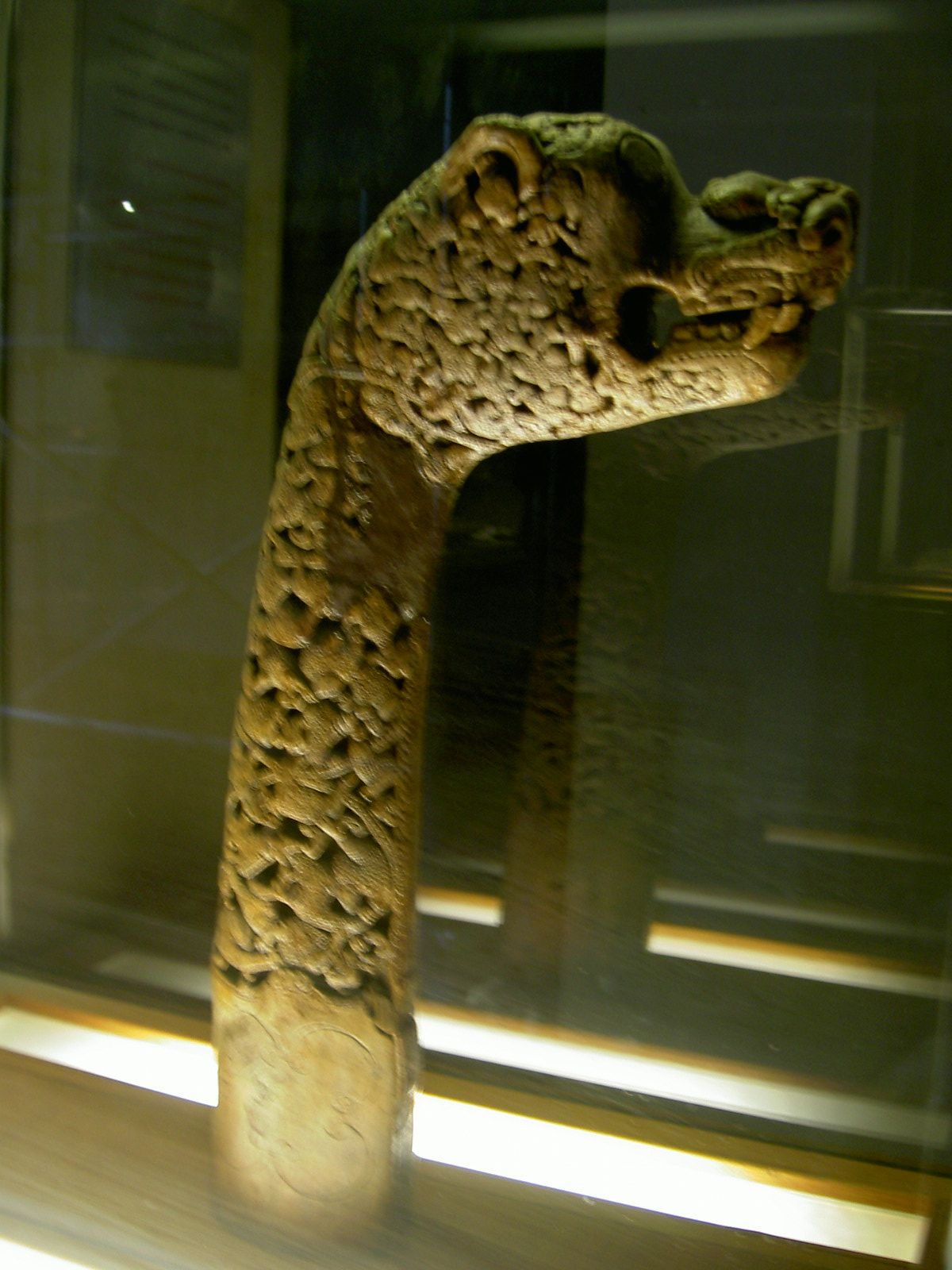
Hajóorr faragott vége az Oslói Viking Múzeumban, az osebergi lelet egy darabja

Az egyszerű skandináv lakóház dísze a ház urának magas, trónszerű széke volt, amelyet minden költözéskor magukkal vittek. Minden birtokon volt egy ügyes kezű ezermester, általában maga a gazda, aki ellátta a kovácsteendőket, s éppoly jól forgatta az ácsszekercét, mint a fegyvert. A sírokban sok nehéz, tömör, de díszesen faragott, fémveretekkel ellátott bútort, ládákat, szekrényeket találtak, amelyek valószínűleg szintén egy ügyes falusi mester alkotásai.
De a vikingek legjelentősebb, legismertebb alkotásaik hajóik, amelyek segítségével vakmerő hadjáratokat, felfedező utakat tettek. Hajóik voltak legféltettebb kincseik, legfőbb büszkeségeik, tekintélyük megalapozói.
A vikingek hajóépítési tudományáról elsőrangú ismereteket szereztek a kutatók azokból a hajósírokból, amelyeket Norvégiában fedeztek fel, vagy a dániai Roskilde-fjordban talált öt viking hajóról.

## A vikingek a későbbi korokban
A vikingeket a romantika korában fedezték fel újra, főleg Richard Wagner munkásságának köszönhetően, aki Der Ring des Nibelungen (A Nibelung gyűrűje) című opera-tetralógiájának témáját a germán–skandináv hőseposzokból és a német Nibelung-énekből merítette.
Gróf Joseph Arthur de Gobineau francia filozófus 1855-ben megírta az Értekezés az emberi fajok egyenlőtlenségéről című könyvét, amelyben a skandinávokat mint felsőbbrendű embereket állította a többi nemzet fölé. Ezzel megalapozta a fajelméletet, amely a náci ideológiában teljesedett ki, s így a vikingeket kapcsolatba hozták az emberiség ideológiai alapú népirtásával.
Ma már a kutatások sok részletet felfedtek a vikingek hétköznapjaiból, s kiderült, hogy nemcsak bátor harcosok és vakmerő felfedezők voltak, hanem ravasz kereskedők, józan gondolkodású gazdálkodók és szorgalmas kézművesek. Sokfélébbek, mint amit évszázadokon keresztül feltételeztek róluk.

## Érdekességek

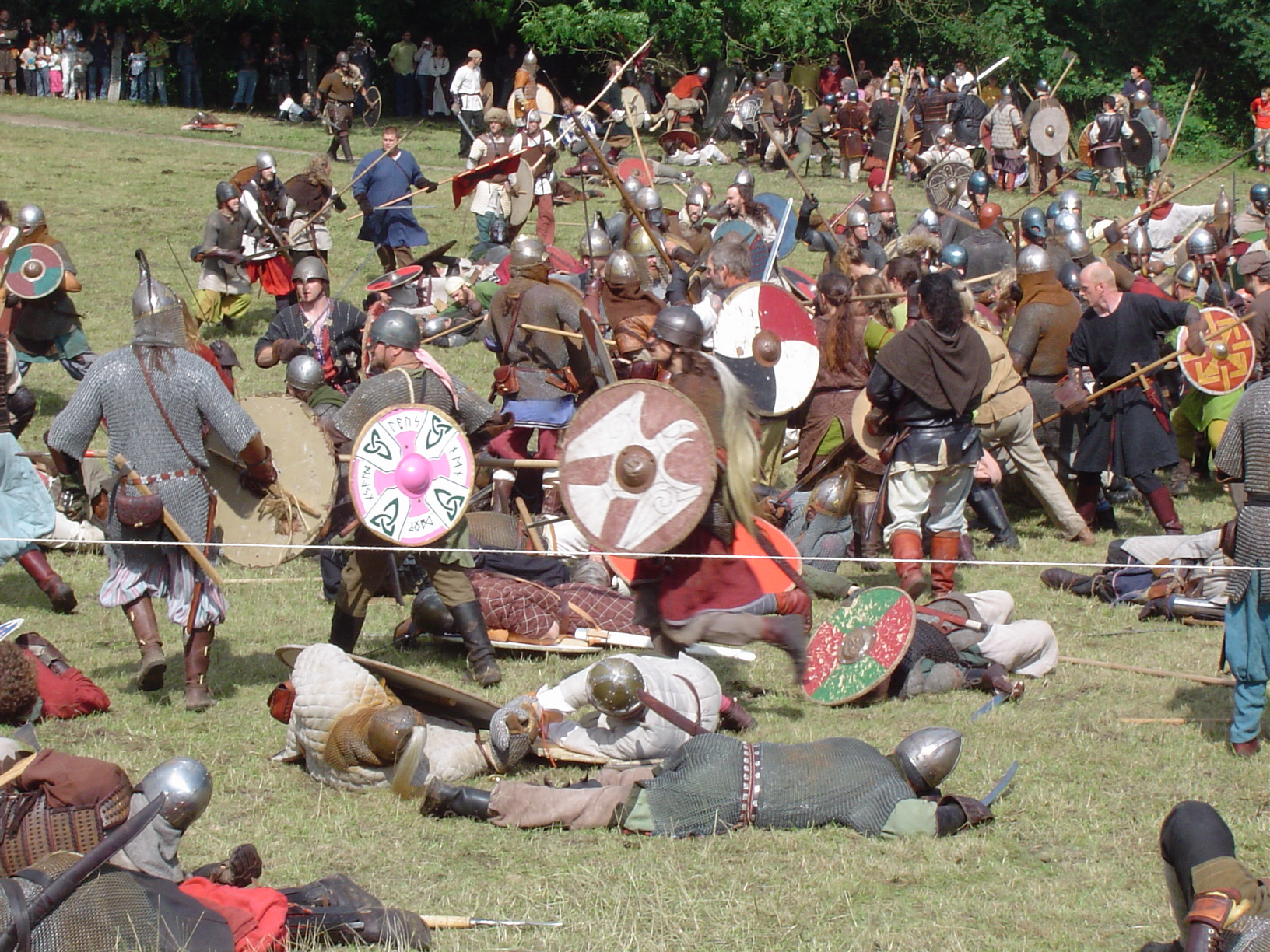
Viking harc hagyományos fegyverzetben egy dán fesztiválon

- Az uppsalai pogány templomot karvastagságú aranylánc fogta körbe, amely az épület tetejéről függött alá.
- A vikingek soha nem hordtak kétszarvú sisakot, ez a tévedés valószínűleg Wagner operái jelmeztervezőjének köszönhető. A vikingek ruházatáról pontos képet kaphatunk az osebergi faliszőnyeg és a bayeux-i kárpit vizsgálatával.
- A vikingek nem voltak olyan ápolatlanok, mint ahogy az utókor elképzelte. A Hávamál lelkükre köti például a rendszeres tisztálkodást, s így elképzelhető, hogy ápoltabbak voltak, mint a korabeli Európa „mosdóvízkerülő” lakossága.
- A vikingek előszeretettel faragtak ágyaik végére, a sátorpóznák tetejére ijesztő állatfigurákat, mert hitük szerint ez elijeszti az ártó szellemeket. Úgy látszik, nem csak az ártó szellemeket ijesztette el, ugyanis Izlandon törvény mondta ki, hogy a sziget felé közeledő hajók szereljék le állatfej formájú csúcsdíszeiket, nehogy elijesszék a sziget jó szellemeit. Ezért sok hajó már eleve leszerelhető orrdísszel készült.
- A sebesült viking harcossal hagymából készült főzetet etettek. Ha a hagyma szagát nem érezték a hasi seb körül, nem volt bélsérülése, és volt némi halvány reménye a felépülésre.
- A hét hat napjának neve egy-egy mitológiai alak nevét őrzi: Tyr-Dienstag/Tuesday/tirsdag, Odin-Wednesday/onsdag, Frigg (Freya)-Freitag/Friday/fridag, Thor-Donnerstag/Thursday/torsdag, Sol (Nap)-Sonntag/Sunday/søndag, Mani (Hold)-Montag/Monday/mandag. Szombaton fürdöttek, mostak: laug-lørdag (dán)/lördag (svéd).
- A vikingek kiterjedt kereskedelmét bizonyítja, hogy a svédországi leletek között találtak egy Észak-Indiában készült Buddha-szobrocskát, amely kb. 9000 km-t utazott.
- A sagák szerint a vikingek egyik észak-amerikai expedíciójában részt vett egy Tyrker(wd) nevezetű férfi, aki nem teljesen kizárt, hogy a vikingekhez csapódott magyar ember volt, mivel az idő tájt Európában többek között a magyarokat is türköknek nevezték.[3][4]
- Egyesek szerint Amerikában a vikingek talán eljuthattak a Karib-tenger térségébe is. Ezt arra alapozzák, hogy az aztékok egyik istene, a jóságos Ketzalkóatl az indiánok mondái szerint vörös hajú, szakállas ember volt, aki a tenger felől érkezett „szárnyas” hajókkal, majd oda távozott, de megígérte, hogy egyszer visszatér. Amikor Hernán Cortés spanyol konkvisztádor 1519-ben a Yucatán-félszigeten partra szállt, az akkori aztékok Ketzalkóatl utódjának tartották, aki majd megdönti a véres, emberáldozatokat követelő Vitzilopocstli isten uralmát.[5]

## Jelentős viking régészeti leletek

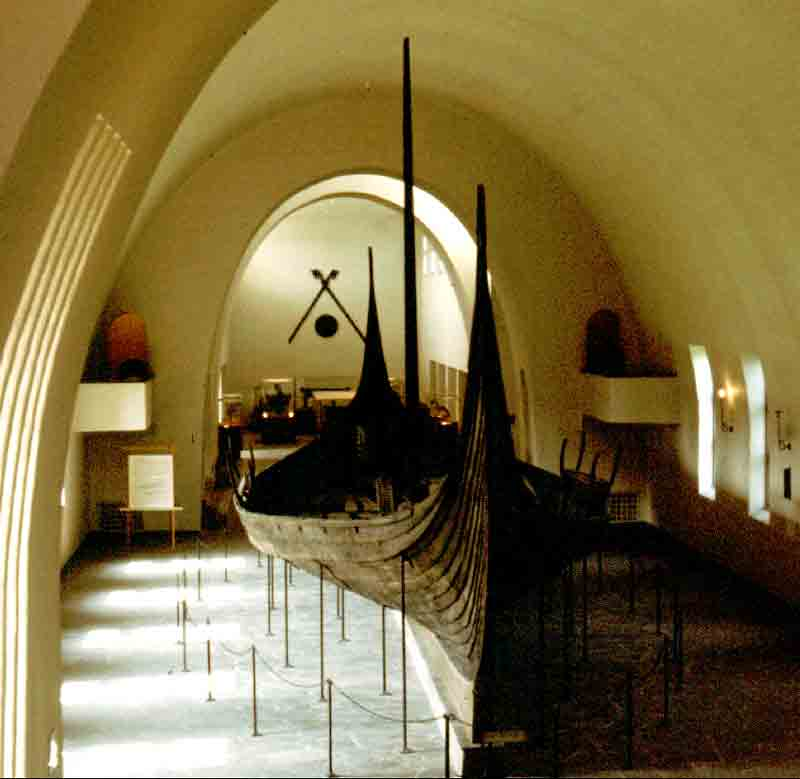
Az osebergi hajó az oslói hajómúzeumban

- 1867, Norvégia, Ostfold: a tunei hajó a 9. századból. Kb. 22 méter hosszú és 4,35 méter széles és 11 vagy 12 pár evezős volt.
- 1880, Norvégia, Gokstad: 9. században épített viking hajó, egy törzsfő hajósírjaként szolgált, huszonhárom méter hosszú, palánkos építésű, vékony tölgyfából készült, amelyet tizenkilenc bordával és vaslemezekkel erősítettek a törzshöz.
- 1904, Norvégia, Oseberg: hajósír, egy előkelő asszony temetkezési helye a 9. századból. A sírban az asszony és rabszolganője maradványai mellett egyedülálló viking-kori használati tárgyakat, közlekedési eszközöket találtak. A legjelentősebb leletek egyike egy faliszőnyeg, amely viking harcosokat és asszonyokat ábrázol.
- Dánia, Hedeby: a legnagyobb területű feltárt viking város, házak, kutak, a hétköznapi élet használat tárgyai kerültek a felszínre.
- Dánia, a Danevirke: hatalmas földsánc, amely a szászoktól védte az országot, csaknem 14 km hosszú, szélessége 2 és 30 m, magassága 2 és 8 m között változik. Nem csak földből, hanem kőből és téglából is készült.
- Svédország, Birka: a leghíresebb viking kereskedőváros, gazdag sírleletek bizonyítják kiterjedt kereskedelmi kapcsolatait.
- Svédország, Gotland: viking kereskedelmi központ, vikingkori ezüst kincsleletek, Európa különböző országaiból származó pénzérmék kerültek elő.
- Izland, Patreksfjord: valószínűleg egy nő hajósírja a 10. századból. Az ott talált tárgyak díszítésében keverednek a pogány és a keresztény elemek.
- Grönland, Brattahlid: valószínűleg Vörös Erik tanyaháza volt.
- Új-Fundland, L’Anse aux Meadows: kis halászfalu, nyolc viking ház nyomait tárták fel.
- Dánia, Lageland: egy főrangú sír, benne egy viking lovas teljes felszerelése.
- 1948 Svédország, Trelleborg: viking katonai erődítmény.
- 1957 Dánia, Skuldelev: öt viking hajó felfedezése a Roskilde-fjordban a víz alatt.
- Rúnakövek: Skandinávia szinte egész területén, a Baltikumban és Észak-Angliában.